# آرش (نام کوچک)
آرش نام کوچک افراد زیر است:
- آرش (خواننده) خواننده پاپ ایرانی-سوئدی
- آرش پدر منوچهر، از شخصیت‌های شاهنامه
- آرش اشکانی، یکی از پادشاهان اشکانیان به روایت شاهنامه
- آرش پور کیقباد، دومین پسر کی‌قباد به روایت شاهنامه
- فریدون توانگری، با نام مستعار آرش، شکنجه‌گرِ ساواک